# Nacaome
Nacaome est une ville du Honduras dans le département de Valle au sud du pays.
Elle a été fondée en 1535.
La population était de 13 931 habitants en 2001.
La ville a été durement touchée par l'Ouragan Stan en 2005.